# Castillo de Alba de Aliste
El castillo de Alba es una fortificación medieval situada en la localidad del mismo nombre, perteneciente al municipio de Losacino, provincia de Zamora, España.

## Localización
Los restos del castillo se encuentran situados sobre un cerro que domina el río Aliste y el arroyo de Retael. Fue edificado en un lugar de indudable valor estratégico, dominando un amplio paisaje circundante y junto a la vía que comunicaba Castrotorafe con Portugal. En la actualidad su entorno geográfico está profundamente modificado tras la construcción de la presa de Ricobayo, por lo que no se aprecia a simple vista el notable valor defensivo que tuvo. Junto al castillo se encuentra situada la localidad de Castillo de Alba, perteneciente al municipio de Losacino.

## Historia
Las primeras referencias al castillo de Alba son de mediados del siglo X, aunque probablemente haya que retroceder al reinado de Alfonso III de Asturias para situar la revitalización de este antiguo recinto castreño. El primer documento en el que se menciona es un diploma de Sahagún del 960, en el que aparece como «Alba Castello» con ocasión de una donación que Sancho I de León hizo de la villa de Pensum y de dos viñas en el valle de Sancte Crucis en el territorio de Zamora. Los primeros tenentes están documentados en el 1189, siendo estos García López y Pedro Fernández de Castro “El Castellano”. El castillo fue ampliado y reforzado durante el siglo XII, seguramente de la mano de Fernando II de León, en el contexto de las guerras entre León y Portugal. La fortaleza fue adquiriendo cada vez un mayor protagonismo, siendo su papel muy relevante en el contexto de las guerras fronterizas con Portugal y Castilla durante el reinado de Alfonso IX de León, época en la que este monarca la utilizó como garantía de fidelidad y prueba de alianza del reino de León con el reino portugués, tras su boda con Teresa de Portugal, y con el reino de Castilla, tras su posterior boda con Berenguela de Castilla.
El castillo fue tomado en 1196 por Alfonso VIII de Castilla a Alfonso IX de León. Este castillo, junto a otros con sus poblaciones y derechos, pasó a manos del infante Fernando de León el 26 de marzo de 1206 con el Tratado de Cabreros. El acuerdo tuvo lugar para poner fin a las disputas existentes entre los reinos de León y de Castilla sobre la posesión de las fortalezas que constituían la dote de la reina Berenguela de Castilla, pero también estableció qué castillos debían ser considerados propiedad de cada uno de ambos reinos.
En 1211 Alfonso IX se comprometió a donarlo a la orden de los caballeros templarios, pero no lo haría hasta el 27 de septiembre de 1220, fecha en la que firmó la concordia de Villafáfila. Sin embargo, la orden la debió tener antes, pues en el documento refleja la entrega como una devolución: «Yo, el Señor Alfonso, Rey, restituyo por medio de este documento al Maestro y a la Orden Militar del Templo, Alba de Aliste con todos sus derechos y posesiones». Esta etapa duró noventa años, pues en 1310 el comendador de Alba de Aliste, Fray Gómez Pérez, se refugió en él, después de la expulsión de Castilla de esta orden, unos años antes de que fuera reprimida por la bula "Vox in excelso" otorgada por el Papa Clemente V en 1312. De esta etapa es el soberbio torreón de planta cuadrada y suaves formas piramidales con saeteras en lo alto. Tras la extinción de esta orden perteneció a la Orden de San Juan.
Durante los siglos XIV y XV pasará por varias manos, básicamente como consecuencia de los diversos y sucesivos enfrentamientos de la corona con los nobles. En 1430 fue propiedad del infante don Pedro de Aragón, en 1434 es donado por Juan II de Castilla a Don Álvaro de Luna, su privado, y después pasó al almirante de Castilla D. Alonso Enríquez, cuyo hijo segundo, Enrique, obtuvo el 8 de agosto de 1459 el título de conde de Alba, otorgado por merced de Enrique IV de Castilla. De esta forma, el castillo y el pueblo del mismo nombre se convirtieron en cabecera del señorío jurisdiccional de los Condes de Alba de Aliste.
El castillo jugó su último papel bélico en la guerra de Restauración portuguesa, habiendo sido tomado por los portugueses en 1640.
En la actualidad se conservan algunos muros y el torreón.